# Alloteratura karnyi
Alloteratura karnyi är en insektsart som beskrevs av Kästner 1932. Alloteratura karnyi ingår i släktet Alloteratura och familjen vårtbitare. Inga underarter finns listade i Catalogue of Life.